# بالدوین (ویرجینیای غربی)
بالدوین (به انگلیسی: Baldwin) یک منطقهٔ مسکونی در ایالات متحده آمریکا است که در شهرستان گیلمر، ویرجینیای غربی واقع شده‌است. بالدوین ۲۵۳٫۹ متر بالاتر از سطح دریا واقع شده‌است.